# 1978 у літературі

## Нагороди
- Нобелівська премія з літератури: Ісаак Башевіс Зінґер, "За емоційне мистецтво розповіді, що, йдучи своїм корінням у польсько-єврейські культурні традиції, піднімає вічні питання."
- Букерівська премія: Айріс Мердок, «Море, море»
- Премія Неб'юла за найкращий роман: Вонда Макинтайр, «Змія снів»
- Премія Неб'юла за найкращу повість: Джон Варлі, «Інерція зору» (The Persistence of Vision)
- Премія Неб'юла за найкраще оповідання: Едвард Брайянт, «Камінь»
- Премія Г'юґо за найкращу повість: Спайдер Робінсон, Жанна Робінсон. «Зоряний танець»

## Народились
- 2 червня — Нікола Матьє, французький письменник.

## Померли
- 28 лютого — Ерік Френк Расселл, англійський письменник-фантаст (народився в 1905).

## Нові книжки
- Протистояння — постапокаліптичний роман Стівена Кінга.